# Русоцин (Великопольське воєводство)

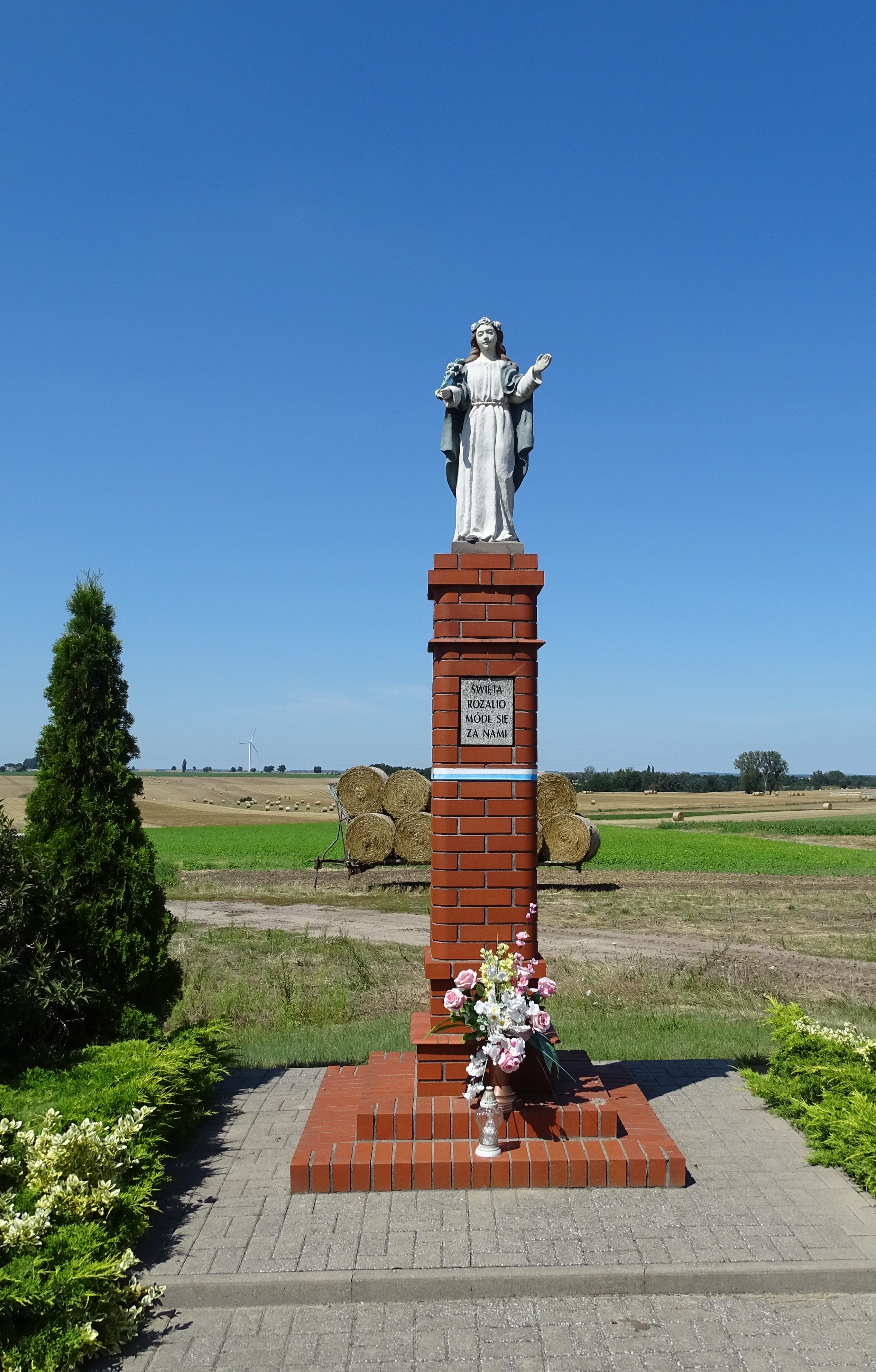
Придорожня святиня.

Русоцин (пол. Rusocin, нім. Reisenau) — село в Польщі, у гміні Дольськ Сьремського повіту Великопольського воєводства.
Населення — 255 осіб (2011).
У 1975-1998 роках село належало до Познанського воєводства.

## Демографія
Демографічна структура станом на 31 березня 2011 року:
|          | Загалом | Допрацездатний вік | Працездатний вік | Постпрацездатний вік |
| -------- | ------- | ------------------ | ---------------- | -------------------- |
| Чоловіки | 124     | 23                 | 94               | 7                    |
| Жінки    | 131     | 29                 | 77               | 25                   |
| Разом    | 255     | 52                 | 171              | 32                   |